# Колесник, Борис Александрович
Борис Александрович Колесник (1921—2010) — полковник Советской Армии, участник Великой Отечественной войны, Герой Советского Союза (1944).

## Биография
Родился 27 января 1921 года в Киеве. Окончил среднюю школу. В 1939 году был призван на службу в Рабоче-крестьянскую Красную Армию. В 1941 году он окончил Ленинградское артиллерийское училище. С первого дня Великой Отечественной войны — на её фронтах. Принимал участие в боях на Северо-Западном, Воронежском, 1-м и 2-м Украинских фронтах. К осени 1943 года старший лейтенант Борис Колесник был начальником штаба дивизиона 627-го артиллерийского полка 180-й стрелковой дивизии 38-й армии Воронежского фронта. Отличился во время битвы за Днепр.
Во время переправы через Днепр на пароме переправлял орудия и расчёты дивизиона. Когда в результате авианалёта одно из орудий затонуло, нырнул за ним в воду и прицепил к нему трос, что позволило вытащить его. В течение двух ночей он переправлял орудия дивизиона. Во время боёв на плацдарме лично подбил 4 вражеских танка. Вместе с остальными советскими частями дивизион наступал с плацдарма в направлении села Старые Петровцы, а затем и на Киев. Во время боёв на улицах города получил тяжёлое ранение и в бессознательном состоянии был отправлен в госпиталь.
Указом Президиума Верховного Совета СССР «О присвоении звания Героя Советского Союза генералам, офицерскому, сержантскому и рядовому составу Красной Армии» от 10 января 1944 года за «образцовое выполнение боевых заданий командования на фронте борьбы с немецко-фашистскими захватчиками и проявленные при этом отвагу и геройство» был удостоен высокого звания Героя Советского Союза с вручением ордена Ленина и медали «Золотая Звезда» за номером 1831.
После окончания войны продолжил службу в Советской Армии. В 1956 году в звании полковника он был уволен в запас. Проживал в Киеве, преподавал в Киевском политехникуме. Активно занимался общественной деятельностью.
Умер 12 августа 2010 года, похоронен на Байковом кладбище Киева.
Был также награждён орденами Красного Знамени, Александра Невского, Отечественной войны 1-й степени, рядом медалей.